# Jorge Valdano
Jorge Alberto Francisco Valdano Castellanos (Las Parejas, 4 ottobre 1955) è un dirigente sportivo, allenatore di calcio ed ex calciatore argentino, di ruolo attaccante, campione del Mondo con la Nazionale argentina nel 1986.
Attualmente lavora come commentatore per beIN Sports. Soprannominato Il filosofo del calcio, ha giocato come attaccante.
Con la nazionale argentina, Valdano ha preso parte alla Copa América 1975 e ai Mondiali FIFA 1982 e 1986, quest'ultimo vinto dall'Argentina. Ha avuto una grande influenza nella vittoria del 1986, segnando quattro gol nel torneo, incluso il secondo gol dell'Argentina contro la Germania Ovest in finale. In totale, ha ottenuto 23 presenze con la sua nazione tra il 1975 e il 1986, segnando sette gol.
Sebbene inizialmente abbia giocato per Newell's Old Boys, Alavés e Real Zaragoza, il suo periodo di maggior successo a livello di club è stato al Real Madrid, dove ha vinto due volte la Liga, la Copa de la Liga e due Coppe UEFA . Come allenatore, ha allenato le squadre spagnole Tenerife, Real Madrid e Valencia. Considerato un punto di riferimento per il modo in cui si è rivolto a diverse società calcistiche, Valdano ha partecipato nel 2013 al World Leadership Forum e al World Business Forum di Città del Messico, dove ha associato il mondo dello sport e degli affari dietro di esso, dove ha elencato le 11 potenze di leadership, basato sul suo ultimo libro.

## Carriera

### Giocatore

#### Club

Valdano al Real Madrid nel 1986, in azione sul campo della Juventus per gli ottavi di Coppa dei Campioni.

Valdano cominciò a giocare a 16 anni nel Newell's Old Boys con 49 presenze e 11 reti dal 1971 al 1975. Lasciato il Newell's Old Boys, Valdano si trasferì in Spagna, nell'Alavés, squadra di seconda divisione, dove rimase 4 anni. Poi il trasferimento al Real Zaragoza, per 5 anni con 143 partite e 46 gol.
La svolta avvenne nel 1984, quando passò al Real Madrid. Con la casacca delle Merengues arrivarono due Liga spagnole e due Coppe Uefa; in campionato giocò 85 partite e segnò 40 reti. Nel marzo del 1987 decise di ritirarsi dal calcio giocato.

#### Nazionale

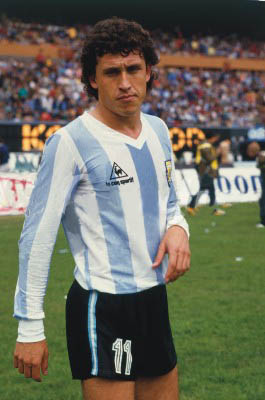
Valdano con l'Argentina nel 1985

Nel 1986 contribuì alla vittoria argentina dei mondiali di calcio in Messico, segnando quattro reti: due contro la Corea del Sud, una contro la Bulgaria ed una in finale contro la Germania.
Nel Novembre 1989 il CT Bilardo, nonostante 2 anni e mezzo di inattività, lo chiama dicendogli: "Dammi 6 mesi della tua vita e ti regalerò un mondiale".
Valdano accetta, torna ad allenarsi ma a 20 giorni dall'inizio di Italia '90 si infortuna e Bilardo decide di escluderlo nonostante l'intervento di Maradona a favore di Valdano.

### Allenatore
Ha intrapreso la carriera di allenatore dal 14 aprile 1992 al 30 giugno 1994 nel Tenerife, dal 1º luglio 1994 al 21 gennaio 1996 come tecnico del Real Madrid con cui vinse una Liga (1995) e dal 21 novembre 1996 al 16 settembre 1997 come allenatore del Valencia.

### Dirigente
Il 5 settembre 2000 il nuovo presidente Florentino Pérez lo nomina Direttore generale e Direttore sportivo del Real Madrid. Si dimette l'11 giugno 2004. Dal 1º giugno 2009 viene di nuovo nominato da Florentino Pérez Direttore generale del Real Madrid.
Il 27 gennaio 2011 il presidente Florentino Pérez rifiuta le dimissioni presentate da Valdano.
Il 25 maggio 2011 rassegna le dimissioni, e il presidente Florentino Pérez stavolta le accoglie, in seguito ai dissidi ripetutisi durante tutta la stagione con l'allenatore della prima squadra José Mourinho.

## Vita privata
Valdano ha scritto il libro Sueños de fútbol ("Sogni di calcio") e ha curato il libro Cuentos de fútbol ("Racconti di calcio") di diversi autori.
L'ex capitano del Real Madrid Raúl González Blanco ha chiamato il suo primogenito Jorge in onore di Valdano.

## Palmarès

### Giocatore

#### Club

##### Competizioni nazionali
- Campionato argentino: 1

Newell's Old Boys: 1974
- Campionato spagnolo: 2

Real Madrid: 1985-1986, 1986-1987
- Coppa della Liga: 1

Real Madrid: 1985

##### Competizioni internazionali
- Coppa UEFA: 2

Real Madrid: 1984-1985, 1985-1986

#### Nazionale
- Campionato mondiale: 1

Messico 1986

### Allenatore

#### Competizioni nazionali
- Campionato spagnolo: 1

Real Madrid: 1994-1995

#### Competizioni internazionali
- Coppa Iberoamericana: 1

Real Madrid: 1994